# Günter Grass

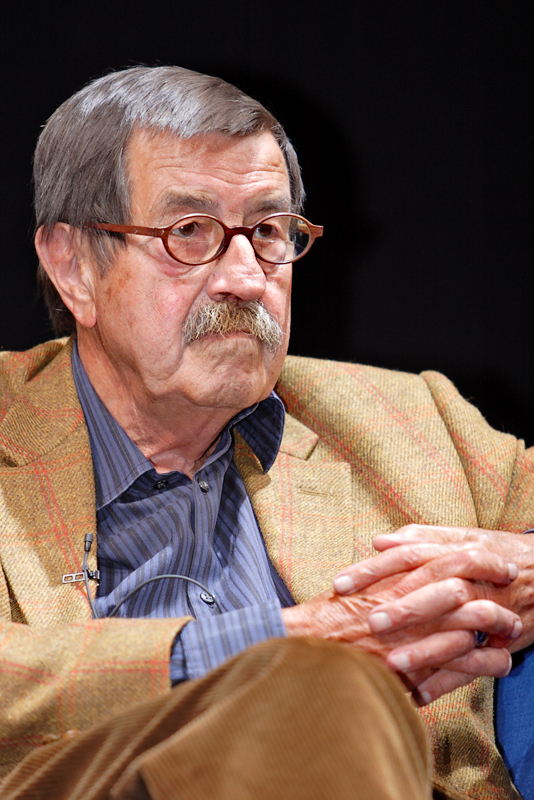
Günter Grass (2006)

Günter Wilhelm Grass (* 16. Oktober 1927 in Danzig-Langfuhr, Freie Stadt Danzig, als Günter Wilhelm Graß; † 13. April 2015 in Lübeck) war ein deutscher Schriftsteller, Bildhauer, Maler und Grafiker. Grass gehörte seit 1955 zur Gruppe 47 und wurde mit seinem Debütroman Die Blechtrommel 1959 zu einem international geachteten Autor der deutschen Nachkriegsliteratur.
Grass’ Werk und Rolle als Autor und politischer Intellektueller war und ist Gegenstand umfangreicher Forschung sowie des Medieninteresses im In- und Ausland. Seine zentrale Motivation war der Verlust seiner Heimat Danzig und die Auseinandersetzung mit der nationalsozialistischen Vergangenheit, die sich vielfach in seinen Werken widerspiegelt. Seine Popularität als Schriftsteller nutzte er häufig, um das politische und gesellschaftliche Tagesgeschehen öffentlich zu kommentieren. Er war langjährig in Wahlkämpfen für die SPD aktiv. Grass’ Bücher wurden in zahlreiche Sprachen übersetzt und teilweise verfilmt. Im Jahr 1999 erhielt er den Nobelpreis für Literatur; er wurde mit einer Vielzahl weiterer Auszeichnungen geehrt.

## Lebenslauf

### Herkunft und Familie
Günter Grass wurde als erster Sohn des protestantischen Lebensmittelhändlers Wilhelm (Willy) Grass und dessen Frau Helene, geb. Knoff, einer Katholikin kaschubischer Abstammung, in Danzig geboren. Hier verbrachte er, in einfachen Verhältnissen, einen Großteil seiner Kindheit. Die Eltern betrieben ein Kolonialwarengeschäft im Danziger Stadtteil Langfuhr (heute: Wrzeszcz).
Durch seine katholische Mutter geprägt, war Grass als Jugendlicher unter anderem als Messdiener tätig. Von der Hitlerjugend zunächst nicht gerade begeistert meldete er sich 1944 mit 17 Jahren – nach eigenen Angaben, um der familiären Enge zu entkommen – freiwillig zur Wehrmacht.

### Jugend und Militärdienst

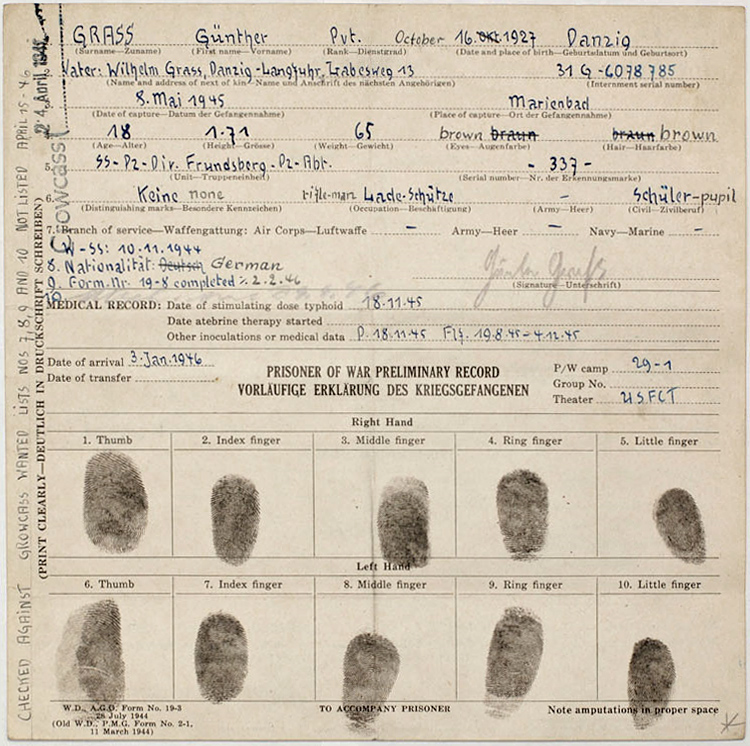
Ein Teil von Günter Grass’ Kriegsgefangenenakte

Nach Einsätzen als Luftwaffenhelfer und im Reichsarbeitsdienst wurde er am 10. November 1944 im Alter von 17 Jahren als Ladeschütze zur 10. SS-Panzer-Division „Frundsberg“ der Waffen-SS einberufen.
Nach einer Verwundung am 20. April 1945 bei Spremberg wurde Grass am 8. Mai 1945 bei Marienbad gefangen genommen und war bis zum 24. April 1946 in amerikanischer Kriegsgefangenschaft. In seiner autobiografischen Erzählung Beim Häuten der Zwiebel von 2006 schildert er ein fiktives Treffen mit Joseph Ratzinger in Bad Aibling. Grass gab sich bei seiner Gefangennahme als Angehöriger der Waffen-SS zu erkennen, verschwieg dies jedoch in seinen bis 2006 veröffentlichten Biografien. Dort hieß es stets, er sei 1944 Flakhelfer geworden und danach als Panzersoldat in die Wehrmacht einberufen worden. In Beim Häuten der Zwiebel legte Grass offen, dass er sich freiwillig zur Wehrmacht gemeldet habe und daraufhin im Alter von 17 Jahren zur Waffen-SS eingezogen worden sei.
Seit Oktober 2014 zeigt das Lübecker Günter-Grass-Haus als Teil der Dauerausstellung auch „Grass als Soldat“. Präsentiert werden unter anderem die Marschroute der SS-Panzerdivision, der Grass angehörte, sowie seine Kriegsgefangenenakte und Fotografien des Jugendlichen 1944 in Uniform des Reichsarbeitsdienstes. Eine Vitrine zeigt Seiten des Originalmanuskripts von Beim Häuten der Zwiebel, sie verdeutlichen den Schreibprozess. Tagebuchnotizen von Klaus Wagenbach aus dem Jahr 1963 belegen, dass Grass ihm damals von seiner Mitgliedschaft in der Waffen-SS erzählt hatte.

### Ausbildung und Familie
In den Jahren 1947/1948 absolvierte er ein Praktikum bei dem Steinmetz Julius Göbel am Werstener Friedhof in Düsseldorf. Grass studierte von 1948 bis 1952 an der Kunstakademie Düsseldorf Grafik und Bildhauerei bei Josef Mages und Otto Pankok. Seinen Lebensunterhalt verdiente er zusammen mit dem später bekannt gewordenen Maler Herbert Zangs als Türsteher im Lokal Zum Csikós in der Düsseldorfer Altstadt. Später verewigte er Herbert Zangs, der wie Grass im Krieg Soldat war, als eigenwilligen Maler Lankes im Roman Die Blechtrommel. Das Studium setzte er von 1953 bis 1956 an der Hochschule für Bildende Künste in Berlin als Schüler des Bildhauers Karl Hartung fort. Danach lebte er bis 1959 in Paris. 1960 zog er erneut nach Berlin-Friedenau, wo er bis 1972 in der Niedstraße 13 wohnte. Von 1972 bis 1987 lebte er dann in Wewelsfleth in Schleswig-Holstein.

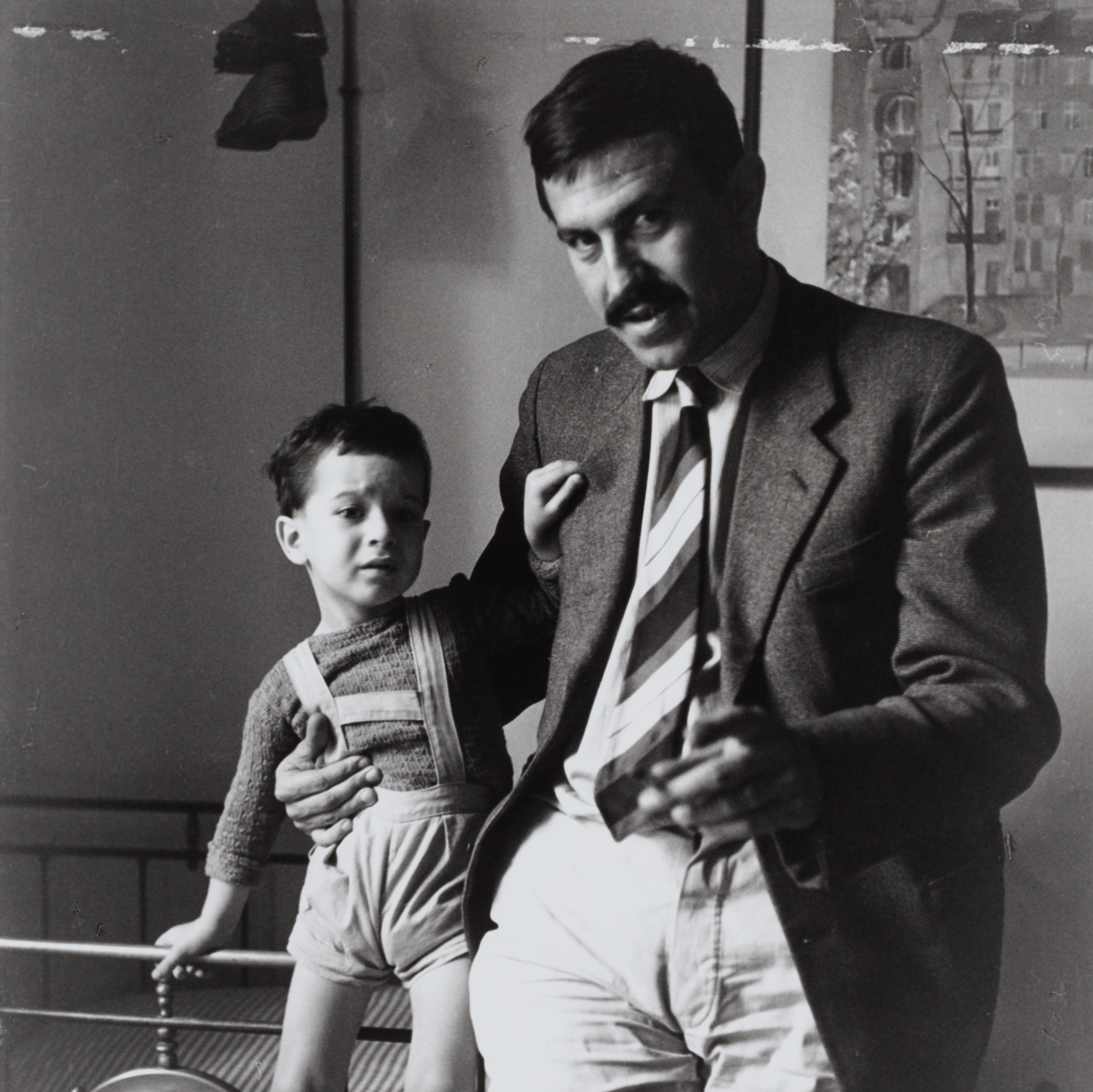
Günter Grass mit einem seiner Zwillingssöhne, 1958

1954 heiratete Grass die Schweizer Ballettstudentin Anna Margareta Schwarz (* 1932), aus der Ehe gingen vier Kinder hervor. Die Zeit von Anfang 1956 bis Anfang 1960 verbrachte er mit Anna Schwarz in Paris und zeitweise auch in Wettingen in der Schweiz, wo auch das Manuskript für Die Blechtrommel entstand. 1957 wurden dort die Zwillinge Franz und Raoul geboren. 1961, nach der Rückkehr nach Berlin, folgte die Tochter Laura, 1965 wurde der Sohn Bruno geboren. 1972 trennten sich Günter und Anna Grass, geschieden wurde die Ehe im Jahr 1978. Die Schauspielerin Helene Grass, geboren 1974, ist die gemeinsame Tochter mit der Architektin und Malerin Veronika Schröter (1939–2012), mit der Grass in den 1970er-Jahren eine mehrjährige Beziehung hatte. 1979 wurde Nele Krüger, Grass’ Tochter mit der Lektorin Ingrid Krüger, geboren. Im selben Jahr heiratete er in zweiter Ehe die Organistin Ute Grunert geb. Ehrhardt (1936–2021), die selbst zwei Söhne in die Ehe mitbrachte. In dem autobiographischen Roman Die Box lässt Grass seine sechs leiblichen Kinder und die Söhne von Ute Grass als „seine acht Kinder“ auftreten.
Von August 1986 bis Januar 1987 lebte Günter Grass zusammen mit Ute Grass in Indien, meist in Kalkutta.

### Schaffenszeit und politische Aktivitäten
In den Jahren 1956/57 begann Grass neben ersten Ausstellungen von Plastiken und Graphiken in Stuttgart und Berlin schriftstellerisch tätig zu werden. 1956 debütierte er als Lyriker, 1957 als Dramatiker und Librettist von Balletten. Bis 1958 entstanden vor allem Kurzprosa, Gedichte und Theaterstücke, die Grass dem poetischen oder absurden Theater zuordnet. Schon mit seinem ersten Roman Die Blechtrommel, der während seiner Aufenthalte in Frankreich und der Schweiz entstanden war, gelang dem damals erst 31 Jahre alten Grass 1959 der literarische Durchbruch.
Am 19. Februar 1967 zogen in die Wohnung seines Nachbarn und Freundes in Berlin-Friedenau Uwe Johnson, der sich gerade in New York aufhielt, die Mitglieder der am Anfang des Jahres gegründeten Kommune I ein. Es war Johnsons West-Berliner Atelier- und Arbeitswohnung, die er neben seiner eigentlichen Wohnung in der Stierstraße 3 unterhielt und während seines Auslandsaufenthaltes an Ulrich Enzensberger untervermietet hatte. Johnson erfuhr davon erst aus der Zeitung. In der Wohnung wurde das „Pudding-Attentat“ auf den US-Vizepräsidenten Hubert H. Humphrey geplant. Es flog auf, führte aber zu ausführlicher Medienberichterstattung. Auf Bitte Johnsons ließ Günter Grass die Wohnung von der Polizei räumen.
Im Anschluss an eine Lesung von Grass auf dem Evangelischen Kirchentag 1969 in Stuttgart nahm sich ein ehemaliges SS-Mitglied mit Zyankali das Leben. Es handelte sich um den Vater der späteren Journalistin und Politologin Ute Scheub, der in Grass’ Tagebuch einer Schnecke in die Figur des „Manfred Augst“ eingeht.
Im November 1971 nahm Grass an einer Woche der Deutschen Kultur in Tel Aviv teil und wurde von der israelischen Ministerpräsidentin Golda Meir zu einem Gespräch empfangen.

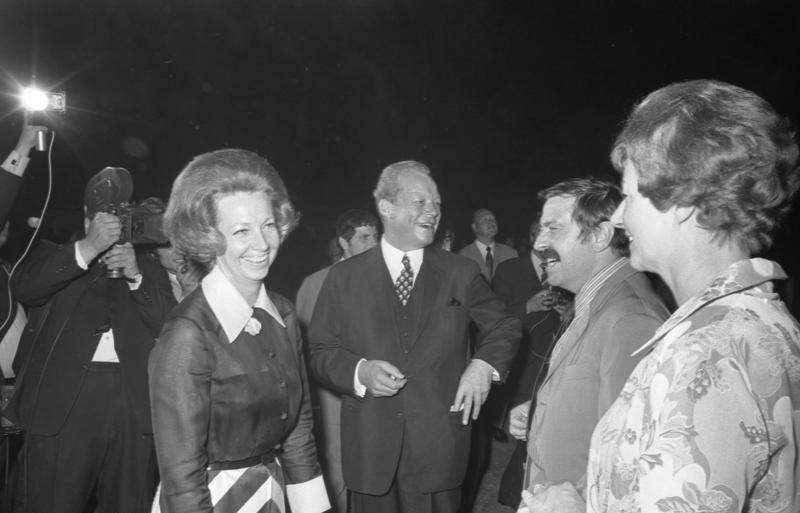
Grass, Bundeskanzler Willy Brandt und dessen Frau Rut, 1970

Grass unterstützte über Jahrzehnte die SPD in den Wahlkämpfen und als Redenschreiber unter anderem für Willy Brandt, dem er persönlich verbunden war. Er wurde erst 1982 Parteimitglied und blieb es bis 1993. 1965, 1969 und 1972 beteiligte er sich an Wahlkampftouren der SPD. Mittels offener Briefe und Reden zu politischen Themen verschaffte er sich über seine schriftstellerische Tätigkeit hinaus Gehör in der Öffentlichkeit.
1974 trat Grass aus Protest gegen die Haltung der Bischöfe in der Frage des Abtreibungsrechts und der geforderten Abschaffung des § 218 aus der römisch-katholischen Kirche aus.
Gemeinsam mit Heinrich Böll, Carola Stern und anderen gab er die viermal jährlich erscheinende Zeitschrift L’80 (Demokratie und Sozialismus. Politische und literarische Beiträge) heraus.
Eine Zusammenarbeit mit dem Jazzmusiker Günter Sommer ab 1985 brachte mehrere Tonträger hervor, auf denen der Schriftsteller zu Perkussionsmusik von Sommer aus seinen Werken liest.

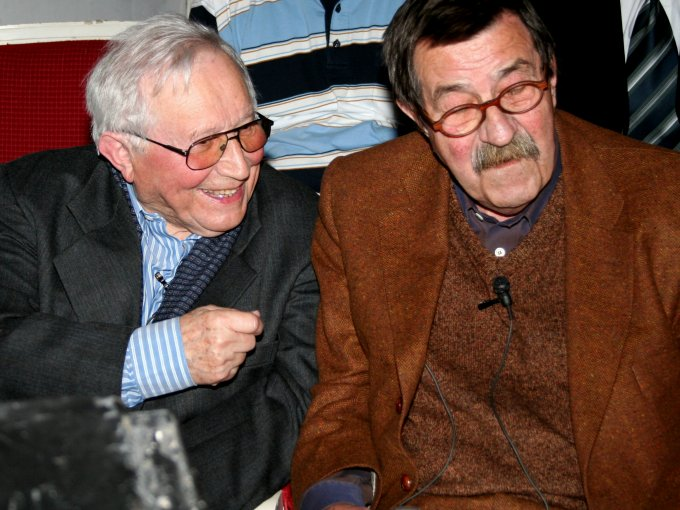
Tadeusz Różewicz und Grass, 2006

Günter Grass war offizieller Unterstützer der Aktion 1:1. des Lesben- und Schwulenverbands in Deutschland, die sich für gleiche Rechte und Pflichten bei einer Lebenspartnerschaft einsetzt. 1989 unterzeichnete er die Kampagne ADAC Ade.
1996 war Grass Mitunterzeichner der Frankfurter Erklärung zur Rechtschreibreform. Auch in neueren Werken verwendete Grass weiterhin die ältere Rechtschreibung.
1997 gründete er die Stiftung zugunsten des Romavolks, die den Otto-Pankok-Preis vergibt, zu Ehren seines ehemaligen Lehrers und als Engagement zu Gunsten der Sinti und Roma.
1999 erhielt Günter Grass im Alter von 72 Jahren den Nobelpreis für Literatur für sein Lebenswerk. 2005 gründete er den Autorenzirkel Lübeck 05.
Grass engagierte sich auch gegen Atomkraft, z. B. bei einer Lesung vor dem Kernkraftwerk Krümmel im April 2011.
Günter Grass lebte von 1987 bis zu seinem Tod in Behlendorf im Kreis Herzogtum Lauenburg in der Nähe der Kreisstadt Ratzeburg, etwa 25 Kilometer südlich von Lübeck. In Lübeck befindet sich das Günter-Grass-Haus mit dem überwiegenden Teil seiner literarischen und künstlerischen Originalwerke.

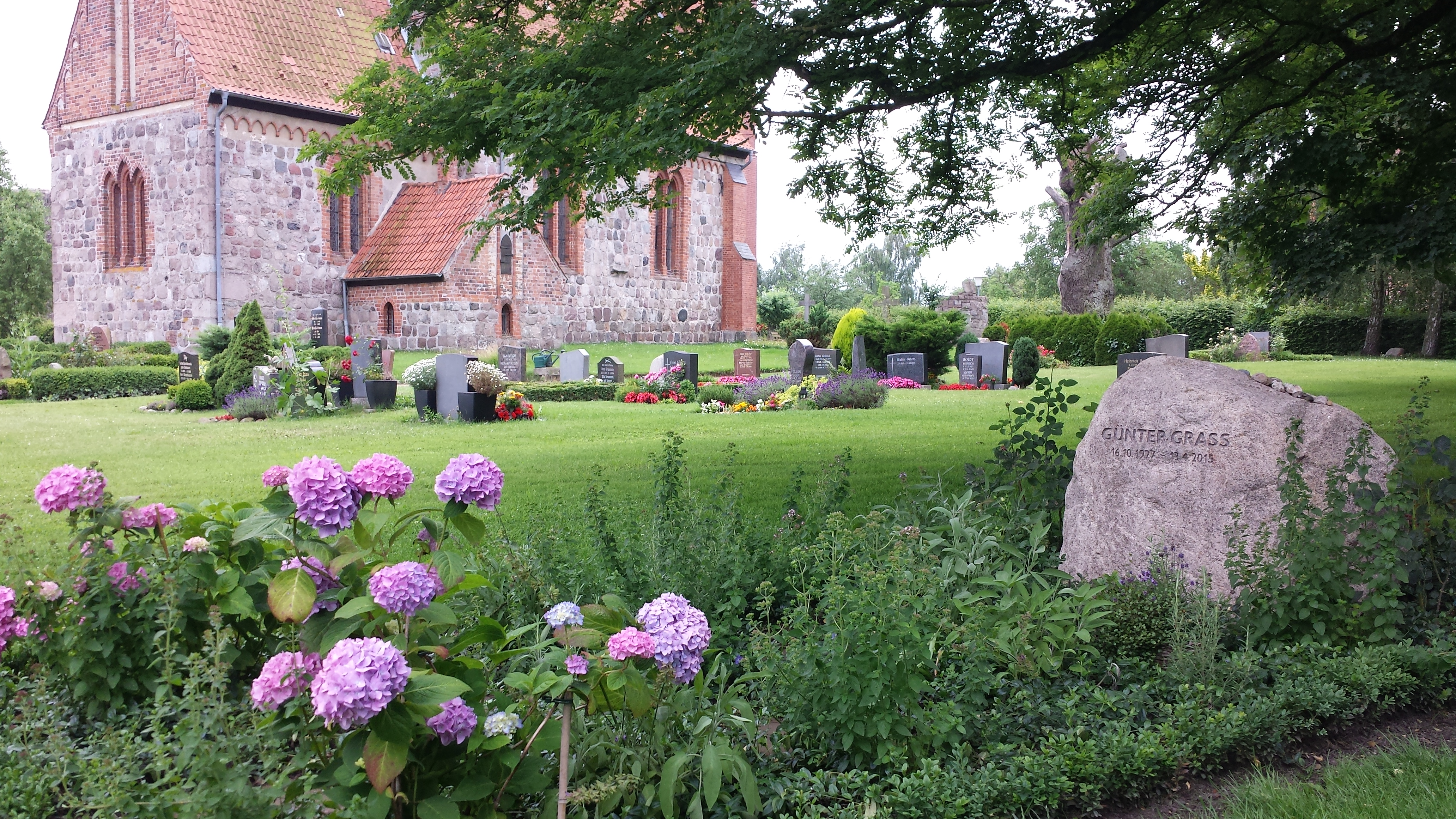
Das Grab von Günter Grass auf dem Friedhof von Behlendorf (Kreis Herzogtum Lauenburg)

Grass starb am 13. April 2015 im Alter von 87 Jahren in einem Lübecker Krankenhaus an den Folgen einer Infektion. Er wurde am 29. April 2015 im engsten Familienkreis auf dem Friedhof von Behlendorf beigesetzt. Die zentrale Gedenkfeier fand am 10. Mai 2015 in Anwesenheit von Bundespräsident Joachim Gauck im Theater Lübeck statt, die Hauptrede hielt John Irving. Schleswig-Holstein ehrte Grass mit der Trauerbeflaggung öffentlicher Gebäude an diesem Tag.

## Werk und Wirken

### Motivation und Rolle als politischer Autor
Grass selbst sieht sich als Schüler Alfred Döblins. Er möchte, dass seine Bücher zum Nachdenken führen, ohne den Leser jedoch dazu zwingen zu wollen: Das Buch sei ein „Spätzünder: Gelöst vom Autor, explodiert es im Kopf des Lesers“.
Als Intentionen der Werke Grass’ ist unter anderem das „Schreiben gegen das Vergessen“ wie auch der Verlust seiner Heimat Danzig auszumachen. Seine Werke thematisieren den Nationalsozialismus bzw. handeln von dessen Hintergrund und Folgen für die Bundesrepublik. Auch die Werke Grass’, die in der Nachkriegszeit spielen (beispielsweise Im Krebsgang, 2002), behandeln die Thematik des Vergessens und die der Schuld, stellen aber – wie etwa in der Rättin – gleichzeitig die Zuverlässigkeit von persönlicher Erinnerung und kollektivem Gedächtnis in Frage. Laut Begründungsschrift des Komitees für seinen Nobelpreis wurde er dafür geehrt, dass er „in munterschwarzen Fabeln das vergessene Gesicht der Geschichte gezeichnet hat.“
Rebecca Braun konstatiert bei den literarischen Werken und politischen Schriften nach 1970 eine durchgehende Tendenz von Grass, seine dauerhafte Präsenz in der medialen Öffentlichkeit mit seinen in seinen literarischen Werken bewusst eingefügten Selbstbildern abzustimmen. Ähnlich sieht Monika Shafi eine durchgehende Tendenz, autobiographische Aspekte bewusst einzubauen wie auch gleichzeitig zu verschleiern.
Stuart Taberners konstatiert im Cambridge Companion to Günter Grass eine durchgehend demokratische Tendenz eines Gesamtwerks, das von Grass’ Abkehr von seiner jugendlichen Begeisterung für den Nationalsozialismus angetrieben war. Als öffentliche Figur übertrug er seine persönliche Erfahrung auf das Versagen der ganzen Nation, vermied dabei aber eindeutige und einseitige Festlegungen, wörtlich As with all of Grass’s work, and testament to the essentially democratic tenor of his literary texts, artistic endeavours, essays and speeches, Peeling the Onion tenders an invitation to its reader to think in shades of grey rather than in black and white.

### Erzählende Werke
Der Roman Die Blechtrommel (1959) ist in einer sehr bildlichen Sprache geschrieben. Er handelt von dem infantilen Sonderling Oskar Matzerath, der von seiner „Kinderperspektive“ aus die Erwachsenenwelt beschreibt und dank seiner Blechtrommel auch über Ereignisse berichten kann, an denen er nicht unmittelbar beteiligt war, wie zum Beispiel die Geburt seiner Mutter. Mit der Blechtrommel, in der Grass erstmals historische Ereignisse mit seiner surreal-grotesken Bildersprache konfrontierte, hatte er seinen Stil gefunden. Als einer der ersten deutschsprachigen Schriftsteller stellte er sich den Ereignissen des Zweiten Weltkrieges und entschied sich bewusst für die gegenständliche Beschreibung des historischen Zusammenhangs. Auch die Kaschubei fand durch dieses Werk Aufnahme in die Weltliteratur.
Für den Roman erhielt Grass, nach Lesung aus dem noch unveröffentlichten Manuskript, 1958 den Preis der Gruppe 47, deren Mitglied er seit 1955 war. 1960 wollte die Jury des Bremer Literaturpreises Grass für die Blechtrommel prämieren, was aber vom Bremer Senat verhindert wurde. In diesem und dem folgenden Jahr wurde der Preis nicht verliehen. Die Blechtrommel wurde 1979 von Volker Schlöndorff verfilmt.
Sein ebenfalls im Danzig des Zweiten Weltkrieges spielendes zweites Buch Katz und Maus (1961), in dem er die Geschichte des Jungen Joachim Mahlke erzählt, wurde dagegen zunächst Anlass eines Skandals. Hauptsächlich wegen einer „Onanierszene“ beantragte der hessische Minister für Arbeit, Volkswohlfahrt und Gesundheitswesen bei der Bundesprüfstelle, die Novelle wegen unsittlichen Inhalts zu indizieren. Auf Protest der Öffentlichkeit und anderer Schriftsteller wurde der Antrag allerdings wieder zurückgezogen. Mit dem Roman Hundejahre (1963) erschien zwei Jahre später das letzte Werk der Danziger Trilogie.
Mit Die Plebejer proben den Aufstand erschien 1966 ein weiteres Drama von Grass, das sein bekanntestes Theaterstück wurde. Es thematisiert den Arbeiteraufstand vom 17. Juni 1953 in der DDR und die Rolle der marxistischen Intellektuellen. Die Hauptfigur des „Chefs“ ist mit zahlreichen Zügen von Bertolt Brecht ausgestattet. Gegen eine Deutung, die das Drama auf ein Anti-Brecht-Stück reduziert, hat sich Grass jedoch stets verwahrt. 1968 veröffentlichte Grass das Buch Briefe über die Grenze, einen Dialog zwischen dem tschechischen Schriftsteller Pavel Kohout und Grass zum Thema „Prager Frühling“.
1969 erschien Grass’ Roman örtlich betäubt. Hierin verteilte der Autor seine eigene (anarchistische und sozialdemokratische) politische Einstellung auf verschiedene Personen, im Mittelpunkt ein Zahnarzt, die sich mit aktuellen Problemen auseinandersetzen. Es war das erste Mal, dass Grass über ein aktuelles Thema schrieb (Studentenbewegung). Andere Bücher hatten immer einen starken Vergangenheitsbezug. In den USA wurde das Buch euphorisch aufgenommen, während sich in Deutschland die Kritiker eher zurückhielten. Nach dem Erscheinen der Erzählung Aus dem Tagebuch einer Schnecke (1972), welche den Bundestagswahlkampf 1969 beschreibt, zog Grass sich vorübergehend aus dem politischen Leben zurück.
1977 wurde Grass’ Roman Der Butt veröffentlicht, der seinen internationalen Ruf als Epiker untermauerte. Zwei Jahre später brachte Grass die Erzählung Das Treffen in Telgte heraus. Einige Poeten der Barockzeit treffen sich dort im Jahr 1647 während der Verhandlungen zum Westfälischen Frieden. Das Treffen verläuft weitgehend nach den Gepflogenheiten der 300 Jahre später von Hans Werner Richter ins Leben gerufenen Gruppe 47. Die Erzählung ist Richter gewidmet. Der erste Satz von Der Butt („Ilsebill salzte nach.“) wurde 2007 von einer Prominenten-Jury zum schönsten ersten Satz der deutschsprachigen Literatur gewählt.
Eine Asienreise inspirierte Grass 1980 zu Kopfgeburten oder Die Deutschen sterben aus, einem erzählenden Werk, welches unter anderem damalige politische Ereignisse behandelt. 1986 folgte das Prosawerk Die Rättin, das 1997 verfilmt wurde und ein apokalyptisches Feature über den Selbstmord der Menschheit zeichnet. 1992 erschien die Erzählung Unkenrufe, die Grass’ Bemühen um die Versöhnung der Deutschen mit sich und den östlichen Nachbarn zeigt.
1995 erschien Grass’ Roman Ein weites Feld. Er spielt in Berlin zwischen Mauerbau und Wiedervereinigung und ist ein Panorama deutscher Geschichte von der Revolution von 1848 bis zur Gegenwart. Eine bis heute nicht nachlassende Langzeitwirkung entfaltete der Roman durch den zum geflügelten Wort gewordenen Satz über die DDR: „Wir lebten in einer kommoden Diktatur.“ Für dieses heftig umstrittene, politisch orientierte Buch erhielt Grass den Hans-Fallada-Preis. Der Protagonist des Romans, Fonty, ist an das Alter Ego von Theodor Fontane angelehnt und schlägt so den Bogen vom 19. Jahrhundert bis in die Gegenwart. Das Buch wurde in der Öffentlichkeit stark diskutiert, was unter anderem dazu führte, dass bereits nach acht Wochen die fünfte Auflage in Druck ging.
2002 erschien die Novelle Im Krebsgang, die den Untergang des mit Flüchtlingen besetzten Schiffs Wilhelm Gustloff am Ende des Zweiten Weltkrieges behandelt. Ein Jahr später erschien Letzte Tänze, eine Sammlung vorwiegend erotisch geprägter Gedichte und Zeichnungen.
Beim Häuten der Zwiebel, ein autobiografisch geprägtes Buch ohne explizite Gattungsbezeichnung, erschien im August 2006. In diesem Erinnerungsbuch „häutete“ sich der Autor, indem er Schichten seiner Jugenderinnerungen freilegte. Beim Freilegen einer dieser „Häute“ sorgte Grass damit für Aufsehen, dass er nach über 60 Jahren bekannt gab, im Herbst 1944 als 17-Jähriger zur Waffen-SS eingezogen worden zu sein. Dieser Umstand wurde der Öffentlichkeit jedoch schon kurz vor Erscheinen des Buches durch ein Interview bekannt, das Grass der Frankfurter Allgemeinen Zeitung gab.

### Lyrische Werke
Neben seinen Romanen schrieb Grass einige Gedichtbände, die er mit eigenen Bildern und Zeichnungen ergänzte. Später erklärte er, am meisten liege ihm die Lyrik, von der er eigentlich komme. Sie erschien ihm als die Form des Schreibens, die am klarsten und deutlichsten sei und mit der er sich selber am besten in Frage stellen und ausmessen könne. Sein literarischer Werdegang begann im Frühjahr 1955, als er Gedichte an einen Lyrikwettbewerb des Süddeutschen Rundfunks schickte und dort auf Anhieb den dritten Preis gewann. Von der Preisverleihung zurückgekehrt, fand er ein Telegramm von Hans Werner Richter vor, mit dem er zur Tagung der Gruppe 47 in Berlin eingeladen wurde. Seine Lesung weckte das Interesse Walter Höllerers. In der Folge veröffentlichte der Luchterhand-Verlag 1956 sein erstes Buch.
Die Vorzüge der Windhühner verkaufte sich in den ersten Jahren zwar nur 700-mal, doch beurteilten Kritiker das Buch recht positiv als einen „Weg zur realistischen Darstellung des Alltags“.
Im 1960 erschienenen Gleisdreieck geht er auf die damals gerade erschienene Blechtrommel ein. Neben große und düstere Kohlezeichnungen gesellen sich 55 Gedichte, die sehr stark die Wirklichkeit einbeziehen oder Gegenstände beschreiben. Er erzählt von Berlin.
Im nächsten Lyrikband, Ausgefragt von 1967, bezieht sich Grass besonders auf zwei Dinge: Biographisches und Politisches. Er dichtet über persönliche Erfahrungen und verarbeitet den 1965er Wahlkampf, in dem er für die SPD und Willy Brandt eintrat.
Neben einigen weniger eminenten Werken (zum Beispiel Liebe geprüft) und einigen Sammelbänden erschien 1983 Ach Butt, dein Märchen geht böse aus. In diesem Werk wurden überwiegend die Gedichte aus den Romanen Der Butt und Die Rättin zusammengetragen. Inhaltlich beschreiben sie zum Teil detailliert Nahrungsmittel oder den Kot (als menschliches Endprodukt).
Grass’ Gedichte sind realistisch geprägt, aber oft mit typisch scharfer Ironie gewürzt, wie auch sein kürzestes Gedicht Glück:
Ein leerer Autobus

stürzt durch die ausgesternte Nacht.

Vielleicht singt sein Chauffeur

und ist glücklich dabei.
(Ironisches Schlüsselwort des Gedichtes ist das Wort Vielleicht. In dem Verbinden eines sinnlosen Geschehens mit einem Glücksgefühl des an diesem Geschehen Beteiligten verweist es auf religiöse, metaphysische Spekulationen, bei welchen trotz eines sinnlosen Erdendaseins auf ein jenseitiges Glück spekuliert wird.)
Im Jahr 2012 veröffentlichte Grass in verschiedenen Tageszeitungen die politischen Gedichte Was gesagt werden muss und Europas Schande.

### Grass als politisch aktiver Intellektueller

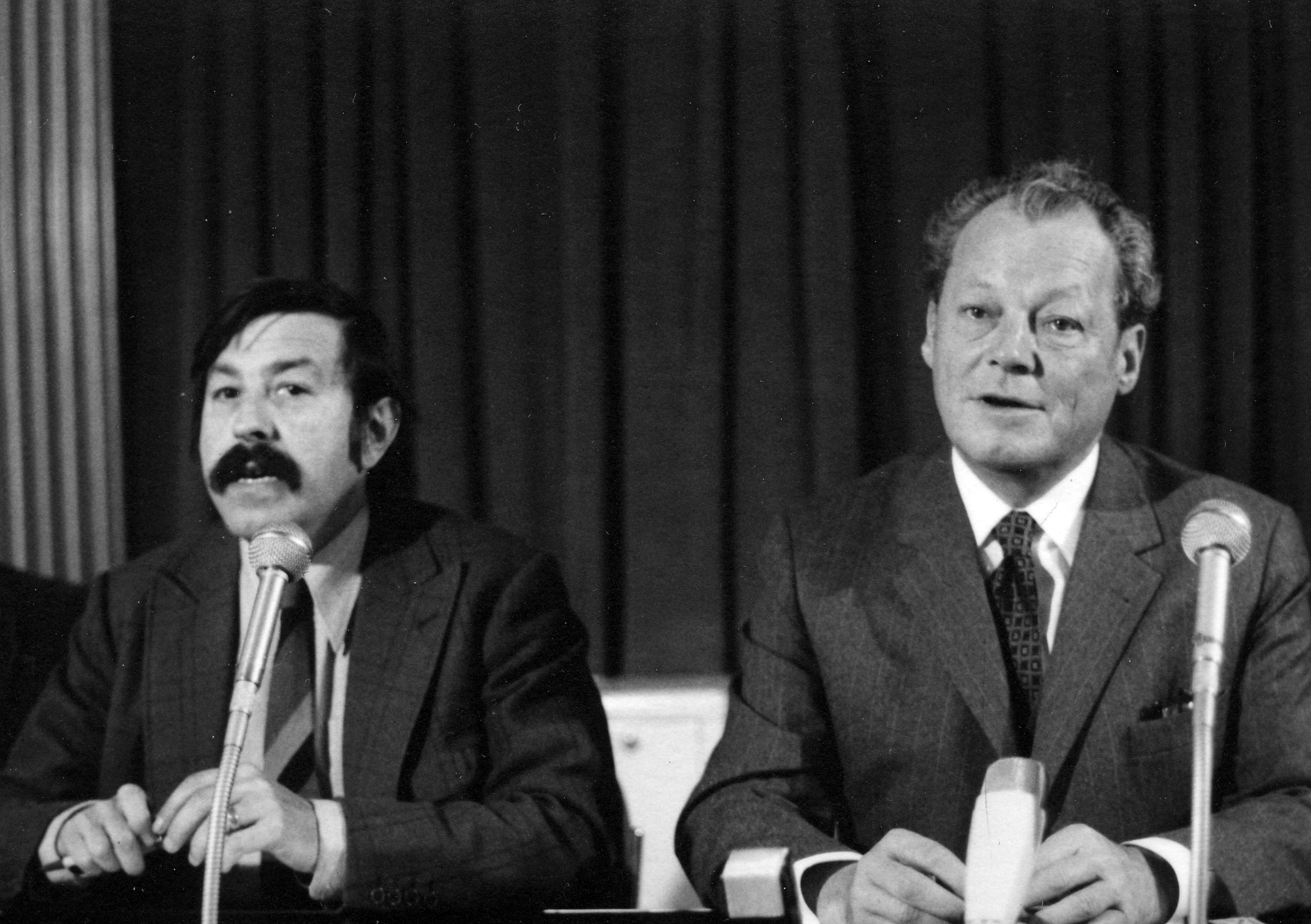
Günter Grass mit Willy Brandt, 1972, Pressekonferenz mit Schülerzeitungsredakteuren in Bonn

Grass’ erste politische Intervention war ein offener Brief an Anna Seghers in Zusammenhang mit der Errichtung der Berliner Mauer am 13. August 1961. Die sogenannte Frahmrede Konrad Adenauers in Regensburg am selben Tage veranlasste Grass, den dabei verunglimpften SPD-Politiker Willy Brandt aktiv zu unterstützen.
Grass’ enges Verhältnis zu Willy Brandt begann mit einem Treffen Brandts mit der Gruppe 47 1961. 1965 veröffentlichte er im Hermann Luchterhand Verlag das Taschenbuch dich singe ich demokratie – loblied auf willy. In den Wahljahren 1961, 1965, 1969 und 1972 war er unter anderem als Redenschreiber für Brandt tätig und stand unter dem Titel „Es steht zur Wahl“ selbst als Redner und Unterstützer auf der Bühne. In dem Buch Aus dem Tagebuch einer Schnecke berichtete Grass biografisch von seiner Rolle in den Wahlkämpfen, Teile des Briefwechsels mit Brandt wurden ebenso veröffentlicht. Seine eigenen politischen Ziele waren in viele kleine Forderungen untergliedert, so zum Beispiel die Abschaffung der 5-%-Klausel, die nie zustande kam.
Grass rief 1965 mit anderen das „Wahlkontor deutscher Schriftsteller“ zur Unterstützung Brandts ins Leben. 1967 initiierten Günter Grass und Günter Gaus in Abstimmung mit Horst Ehmke die Sozialdemokratische Wählerinitiative (SWI), in der auch zahlreiche Künstler, Journalisten und Intellektuelle vertreten waren.
Es ging dabei vor allem um die Öffnung der SPD zu parteifernen Wählern und weniger darum, die Unterstützer auch in der Partei einzubinden. Grass selbst wurde erst 1982 Mitglied der SPD, verließ sie aber wegen der Asylpolitik nach zehn Jahren wieder. Ein erster offener Konflikt mit Willy Brandt kam bei dessen Eintritt als Außenminister in die Große Koalition unter Kurt Georg Kiesinger 1966 zu Tage. Die SPD erreichte damit eine erste Regierungsbeteiligung auf Bundesebene, die Zusammenarbeit von ehemaligen NSDAP-Mitgliedern, Widerstandskämpfern und – im Falle Herbert Wehners – eines ehemaligen KPD-Funktionärs, die sich untereinander seit 1945 erbittert bekämpft hatten, war ein tiefer Einschnitt und ein bedeutender wie wegen des Aufkommens der außerparlamentarischen Opposition risikoreicher historischer Kompromiss. Grass kritisierte diese in einem Brief an Brandt als miese Ehe und hielt Kurt Georg Kiesinger öffentlich dessen Rolle als Mitläufer im NS-Regime vor. Grass verarbeitete seine Kritik später in dem Roman örtlich betäubt.
Grass begrüßte Brandts Regierungsübernahme 1969 und bemühte sich um eine Auslandsfunktion bei Brandt beziehungsweise Erhard Eppler, was Brandt jedoch zur Enttäuschung Grass’ ablehnte. Im Gegensatz zu einer Reihe von anderen, insbesondere journalistischen Mitgliedern der SWI gelang Grass nie die Übernahme eines politischen Amtes. Brandts Kniefall von Warschau am 7. Dezember 1970 kommentierte er in mehreren Schriften. Als Brandt wegen seiner Spionageaffäre zurücktreten musste, äußerte sich Grass enttäuscht und zornig über seinen politischen Lehrer, die SWI selbst verlor nach dem Verlust Brandts als zentraler Identifikationsfigur zunehmend an Schwung.
1990 sprach Grass sich (im Widerspruch zu Brandt) gegen die deutsche Wiedervereinigung und für eine Konföderation der beiden deutschen Staaten aus. Dabei argumentierte er unter anderem, der von 1871 bis zum Großdeutschen Reich des Nationalsozialismus bestehende Einheitsstaat „war die früh geschaffene Voraussetzung für Auschwitz. Er wurde latentem, auch anderswo üblichem Antisemitismus zur Machtbasis.“ Dies wurde von Martin Walser als „Instrumentalisierung des Holocaust“ kritisiert.
1992 kündigte Grass aus Protest gegen den Asylkompromiss seine SPD-Mitgliedschaft wieder auf. Grass engagierte sich dennoch weiter bei SPD-Wahlkämpfen, insbesondere 1998, 2002 und 2005 für Gerhard Schröder, dem er ähnlich wie Brandt persönlich verbunden war. In der Folge organisierte Grass das Lübecker Literaturtreffen, überwiegend mit Schriftstellern, die sich vor der Bundestagswahl 2005 deutlich für eine Fortsetzung der rot-grünen Koalition ausgesprochen hatten. Im Gegensatz zur Gruppe 47 können an den Treffen dort jedoch keine Literaturkritiker teilnehmen.
Grass hatte eine bedeutende Rolle in verschiedenen Schriftstellerverbänden. Als Mitgründer des Verbandes deutscher Schriftsteller (VS), heute in ver.di, gehörte Grass zu den Kritikern der Verbandspolitik, die seiner Meinung nach unter Vorsitz von Bernt Engelmann gegen osteuropäische Diktaturen oft allzu duldsam war. Auf der Bundesdelegiertenkonferenz in Hamburg (24. bis 26. September 1987) ließ er sich in den Bundesvorstand wählen, trat aber auf dem Kongress in Stuttgart 1988 mit dem gesamten Vorstand zurück, weil eine Diskussion über Alternativen zum Beitritt des Verbandes in die IG Medien – Grass hatte eine eigene Autorengewerkschaft unter dem Dach des DGB vorgeschlagen – ausblieb. Mit ihm verließen die VS-Bundesvorsitzende Anna Jonas und rund 50 weitere Autorinnen und Autoren den Verband. Seit 1968 war Grass Mitglied des PEN-Zentrums Deutschland, dessen Ehrenpräsident er seit 2009 war.
1985 machte Grass seine Ablehnung gegen den Besuch eines Bitburger Soldatenfriedhofs durch den damaligen Bundeskanzler Kohl (CDU) und den amerikanischen Präsidenten Ronald Reagan deutlich. Er bezeichnete die Mohammed-Karikaturen dänischer und französischer Zeitungen als gezielte Provokation und mit den Worten „Woher nimmt der Westen diese Arroganz, vorzugeben, was gemacht werden muss und was nicht?“. Im April 2010 forderte Grass bei einer Rede in Tarabya eine Anerkennung des Völkermordes an den Armeniern durch die Republik Türkei und im Dezember 2010 gehörte er zu den Künstlern, die sich – erfolglos – bei der israelischen Regierung dafür einsetzten, dass Mordechai Vanunu ausreisen dürfe, um die Carl-von-Ossietzky-Medaille von der Internationalen Liga für Menschenrechte entgegenzunehmen.

### Zugehörigkeit zur Waffen-SS
Als Grass im August 2006 bekanntmachte, mit siebzehn Jahren der Waffen-SS angehört zu haben, begann eine umfangreiche Debatte um seine Rolle als moralische Instanz im Nachkriegsdeutschland. Er sprach darüber zuerst in einem Interview aus Anlass des Erscheinens seines autobiographischen Werkes Beim Häuten der Zwiebel.
In dem Buch schrieb Grass, er werde die Waffen-SS in seiner Jugend „als Eliteeinheit“ gesehen haben, „die doppelte Rune am Uniformkragen“ sei ihm „nicht anstößig“ gewesen. Nach eigenen Angaben war er während seiner Zugehörigkeit zur Waffen-SS an keinen Kriegsverbrechen des Zweiten Weltkrieges beteiligt, er habe nicht mal einen einzigen Schuss abgegeben. Denn als Ladeschütze im Panzer-Regiment der 10. SS-Panzer-Division „Frundsberg“ sei er nur mit dem Nachladen, nicht aber mit Schießen betraut gewesen.
Er hatte seine SS-Mitgliedschaft auch bei seiner Gefangennahme am 8. Mai 1945 gegenüber der US-Army angegeben. Bereits 20 Jahre vor Beim Häuten der Zwiebel hatte Grass mehreren Schriftstellerkollegen seine Zeit bei der Waffen-SS zur Kenntnis gegeben, darunter dem 1944 geborenen österreichischen Lyriker, Autor und Regisseur Robert Schindel und dem mit diesem gleichaltrigen Theaterautor Peter Turrini.
In Reaktion auf das späte Geständnis seiner SS-Zugehörigkeit gab es zahlreiche, sowohl kritische aber auch verständnisvolle Kommentare. Charlotte Knobloch (ehemalige Präsidentin des Zentralrates der Juden in Deutschland) sah das Bekenntnis von Grass als PR-Maßnahme an und sagte: „Die Tatsache, dass dieses späte Geständnis so kurz vor der Veröffentlichung seines neuen Buches kommt, legt […] die Vermutung nahe, dass es sich dabei um eine PR-Maßnahme zur Vermarktung des Werkes handelt.“ Der Journalist und Hitler-Biograf Joachim Fest äußerte sein Unverständnis, „wie sich jemand 60 Jahre lang ständig zum schlechten Gewissen der Nation erheben kann, gerade in Nazi-Fragen – und dann erst bekennt, dass er selbst tief verstrickt war“. Verschiedene Autoren, vor allem solche aus dem Kreis der Neuen Frankfurter Schule, überzogen Grass aufgrund des hier behandelten Anlasses in dem Sammelband Literatur als Qual und Gequalle. Über den Literaturbetriebsintriganten Günter Grass mit heftiger Polemik hinsichtlich seiner Person, wie auch der Qualität seines Werkes. Hingegen wurde zu seinen Gunsten angeführt, Kritiker hätten Grass’ politische Positionen eigentümlich verzerrt, exemplarisch Hannes Stein und Henryk Broder folgenreich eine Interview-Äußerung ungenau und missverständlich, wenn nicht sogar verfälscht dargestellt. Stefan Reinecke stellte in der taz heraus, es werde so getan, „als hätte der Autor eine unsagbare persönliche Schuld verschwiegen – ohne dass es dafür ein Indiz gibt.“ Zudem werde „Grass zu einer Größe aufgepumpt“, die er nie gehabt habe. Klaus Staeck, Präsident der Akademie der Künste, betonte, dass „das künstlerische Werk und auch seine politische und moralische Integrität auch nach seinem Bekenntnis außer Zweifel“ stünden.
Verschiedentlich wurde auch die Aberkennung oder Rückgabe von verliehenen Auszeichnungen verlangt. So forderte der polnische Politiker Lech Wałęsa zunächst, Grass solle die Ehrenbürgerschaft der Stadt Danzig ablegen. Die CDU-Politiker Wolfgang Börnsen und Philipp Mißfelder forderten ihn zur Rückgabe seines Nobelpreises auf. Nach einem Reue bekennenden Schreiben an die Stadt Danzig und dem Anerkennen der Reue durch Lech Wałęsa verebbte die Diskussion. Wałęsa nahm seine Kritik ausdrücklich zurück. Der Danziger Bürgermeister Paweł Adamowicz äußerte, dass das späte Bekenntnis von Grass nichts an der Qualität seiner Literatur und seinen Verdiensten für die deutsch-polnische Aussöhnung ändere. Auch das Nobelpreiskomitee schloss eine Aberkennung des Nobelpreises aus.
Im November 2007 erhob Grass durch seinen Anwalt Unterlassungsklage gegen die Verlagsgruppe Random House, zu der der Goldmann Verlag gehört. Die Klage zielte gegen die Behauptung, Grass habe sich freiwillig zur Waffen-SS gemeldet, in einer aktualisierten, bei Goldmann erschienenen Fassung der Grass-Biografie von Michael Jürgs. Zu einer Gerichtsverhandlung kam es nicht. Grass und Random House einigten sich auf einen Vergleich, wonach sich Jürgs verpflichtete, den strittigen Passus in einer Neuauflage dahingehend zu ändern, dass Grass in seiner Autobiographie geschrieben habe, als Siebzehnjähriger im Herbst 1944 zur Waffen-SS-Division „Frundsberg“ eingezogen worden zu sein. Dies entsprach auch der Darstellung von Robert Schindel, wonach Grass – nachdem er sich freiwillig zur U-Boot-Truppe gemeldet hatte und dort nicht angenommen worden war – zur Waffen-SS rekrutiert wurde.

### Beobachtung durch das Ministerium für Staatssicherheit der DDR
2010 veröffentlichte Kai Schlüter eine Dokumentation mit dem Titel Günter Grass im Visier. Die Stasi-Akte. Die Dokumentation enthält auch Kommentare von Günter Grass und von Zeitzeugen. Schlüter bereitet darin Grass’ „Stasi“-Akte auf. Das Ministerium für Staatssicherheit („Stasi“) begann diese Akte kurz nach dem Mauerbau im August 1961. Die Staatssicherheit ließ Grass bis Herbst 1989 nicht mehr aus den Augen, sammelte Material über ihn und die Gruppe 47 und überwachte ihn bei seinen Besuchen in der DDR. Grass wäre im August 1961 beinahe von der Staatssicherheit in (Abschiebe-)Haft genommen worden.

### Verhältnis zum Springer-Konzern
Um die seit 1967 bestehende Gegnerschaft zwischen der Gruppe 47 und der Axel Springer AG beizulegen, unternahm deren Vorstandschef Mathias Döpfner 2006 einen Vorstoß bei Grass. Dieser hielt sich weiterhin an den von der Gruppe im Oktober 1967 beschlossenen Boykott von Springer-Zeitungen. Die Schriftsteller befürchteten eine „Einschränkung und Verletzung der Meinungsfreiheit“ und eine „Gefährdung der Grundlagen der parlamentarischen Demokratie in Deutschland“ durch die Marktmacht des Konzerns.
Grass hatte nach Jahrzehnten zu verstehen gegeben, von dem Boykott abrücken zu wollen, wenn sich der Konzern für die verletzende Art entschuldige, mit der die Zeitungen des Konzerns das Werk von Heinrich Böll begleitet hätten. Grass erklärte sich bereit, Döpfner in seinem Haus in Behlendorf bei Lübeck zu empfangen. Das Treffen fand am 27. März 2006 statt. Über den Inhalt des Gesprächs gab es keine Auskunft, doch kam es Ende April 2006 zu einem weiteren Gespräch, das Grass und Döpfner wiederum in Behlendorf führten. Auszüge des Streitgesprächs, das der Publizist Manfred Bissinger moderierte, wurden im Juni 2006 im Spiegel (25/2006) abgedruckt. Zwar blieb Grass bei seiner grundsätzlichen Kritik am Springer-Verlag, doch sei seine Ablehnung nichts Festgefügtes. Er wünsche sich, dass Döpfner „ein größeres Differenzieren“ im Verlag durchsetze. Döpfner erklärte sich bereit, „im Hinblick auf 1968 für den Axel Springer Verlag eine selbstkritische Revision zu führen“.
Das Gespräch wurde im August/September 2006 im Steidl-Verlag unter dem Titel Die Springer-Kontroverse als Taschenbuch herausgegeben.

### Kontroverse um das GedichtWas gesagt werden muss
Am 4. April 2012 löste Grass’ in der Süddeutschen Zeitung veröffentlichtes Prosagedicht Was gesagt werden muss eine breite gesellschaftliche und mediale Diskussion aus. In diesem Text wirft er Israel vor, mit seinen Kernwaffen den „ohnehin brüchigen Weltfrieden“ zu gefährden und einen „Erstschlag“ gegen den Iran zu planen, „der das … iranische Volk auslöschen könnte“, und kritisiert die Lieferung deutscher Unterseeboote an Israel. Zugleich setzt sich Grass mit einer von ihm behaupteten Tabuisierung eines unkontrollierten Kernwaffenarsenals Israels auseinander; die Missachtung dieses Tabus würde als Antisemitismus beurteilt.
Am Folgetag gab Grass mehrere Interviews. So sagte er zur israelischen Politik im Westjordanland: „Es gibt nur wenige Länder, die UNO-Resolutionen so missachten wie Israel. Es ist oft genug von der UNO darauf hingewiesen worden, dass diese Siedlungspolitik beendet werden muss. Sie geht weiter.“ Er führte weiter aus: „Dieses Aussparen, dieses feige sich Wegducken, das schlägt schon in Nibelungentreue. ‚Ja keine Kritik an Israel‘ ist das schlimmste, was man Israel antuen kann“ und: „Israel ist nicht nur eine Atommacht, sondern hat sich auch zur Besatzungsmacht entwickelt.“
Das Gedicht wurde von israelischer Seite, Vertretern des Judentums in Deutschland, deutschen Politikern sowie den meisten deutschen Medien ablehnend aufgenommen und zum Teil als israelfeindlich und antisemitisch kritisiert. Am 8. April 2012 erklärte die israelische Regierung Günter Grass, offiziell wegen seiner Mitgliedschaft in der Waffen-SS, zur Persona non grata und verhängte ein Einreiseverbot. Die Reaktion wurde in der israelischen Zeitung Haaretz als übertrieben und hysterisch bezeichnet.
Das deutsche P.E.N.-Zentrum lehnte im Mai 2012 einen Antrag auf Aberkennung der Ehrenpräsidentschaft von Grass ab. Da man sich der Freiheit des Wortes verschrieben habe, werde sie sich auch nicht inhaltlich zu dem Gedicht äußern.

## Rezeption
Günter Grass’ Werk wird als bedeutsamer Teil des deutschen literarischen Kanons betrachtet. Sein Erstling, Die Blechtrommel, wurde zum Maßstab seiner folgenden Romane, welche ebenfalls weltweite Bekanntheit erlangten. Die deutsche Kritik fiel, einer Analyse Heinz Ludwig Arnolds gemäß, gemischt aus. Heinrich Vormweg etwa bemängelte unter anderem einen obszönen und teilweise blasphemischen Schreibstil bei Grass. Auf der anderen Seite wurde Grass’ Darstellung des Danzigs seiner Jugendzeit in eine Reihe mit James Joyce’ Dublin, Marcel Prousts Combray und William Faulkners Jefferson in Mississippi – Verewigungen einer Stadt oder Region als literarisches Denkmal – gestellt und ebenso anerkannt, Grass gebe den damaligen Zeitgeist passend wieder. Grass habe die NS-Zeit im Gegensatz zu Mann demythologisiert, deheroisiert und dedämonisiert. An seinen „pikaresken“ Schreibstil knüpften unter anderem solche Autoren wie John Irving und Salman Rushdie an. Letzterer setzte sich insbesondere auch mit Grass’ Verarbeitung des Heimatverlustes auseinander, was sich zum Beispiel in Rushdies Roman Mitternachtskinder zeigt, der deutlichen Bezug auf die Blechtrommel nimmt – etwa in der Verarbeitung der Geburtsszene, die wiederum auf einer Verfremdung der goetheschen Darstellung seiner Geburt in Dichtung und Wahrheit beruht.
Sein zweiter Roman, Hundejahre, wurde von einer bis dato in Deutschland nicht erlebten umfangreichen Medienkampagne begleitet. Schon vor der Auslieferung auf dem Buchmarkt las Grass Abschnitte im Fernsehen, Vorauszüge wurden besprochen, der Spiegel machte die Romanveröffentlichung zu einer Coverstory. Der Roman Hundejahre war der Durchbruch Grass’ auf der internationalen Bühne. Die internationale Rezeption, beginnend mit einer Rezension im The Times Literary Supplement 1963, fiel positiver noch aus als die deutschen Kritiken. Danach war ihm die literarische Verarbeitung des Nationalsozialismus deutlich besser gelungen als beispielsweise Thomas Mann in dessen 1948 erschienenen Doktor Faustus.
Die Bekanntheit Grass’ auch außerhalb literarischer Zirkel bildete sich in einer 1965 erschienenen, von David E. Scherman kommentierten Homestory im Magazin Life ab. Seine Popularität zeigt auch das positive und umfangreiche amerikanische Medienecho einer Lesereise Grass’ an der Ostküste der USA im selben Jahr. Im Magazin Newsweek wurde Grass als der Autor beschrieben, der die deutsche Nachkriegsliteratur auf die internationale Bühne gebracht habe.
In der Folge wurden Neuerscheinungen von Grassromanen regelmäßig zu besonderen Ereignissen auf dem Buchmarkt und in den Medien. Seine öffentliche Wirkung zeigte sich auf der Cicero-Liste der führenden 500 Intellektuellen im deutschsprachigen Raum, auf der er 2013 auf dem ersten Platz rangierte. Grass’ durchaus betonte Selbststilisierung als politischer Autor mit Oberlippenbart, Lesebrille und dem stets zum Protestieren geöffneten Mund wie seine tatsächlich dominierende Rolle für die Nachkriegsliteratur wurde aber auch negativ bewertet. Stuart Taberners sprach von einer Tendenz Grass’, sich im Spätwerk zum Denkmal seiner selbst zu stilisieren.
Grass wurde mehrfach zum Gegenstand von Parodien und Karikaturen. 1986 erschien Günter Ratte Der Grass als Parodie auf Die Rättin. Das Werk selbst wurde in deutschen wie ausländischen Kritiken recht negativ bewertet, Grass reagierte äußerst enttäuscht auf die entsprechenden Verrisse. Grass’ Spätwerk stand im Schatten seiner frühen Erfolgswerke.
2012 wurde das Erscheinen von Grass’ Politgedicht Europas Schande in der Süddeutschen Zeitung seitens Volker Weidermann in der FAZ als Scoop des Satiremagazin Titanic dargestellt. Grass’ politische Aussagen in Gedichtform wurden zum Gegenstand von Spott in den sozialen Netzwerken und Thema einer regelrechten Medienfarce.
In Vonne Endlichkait, seinem nachgelassenen Buch von 2015, zeigt sich Grass ungewohnt selbstironisch.

## Auszeichnungen

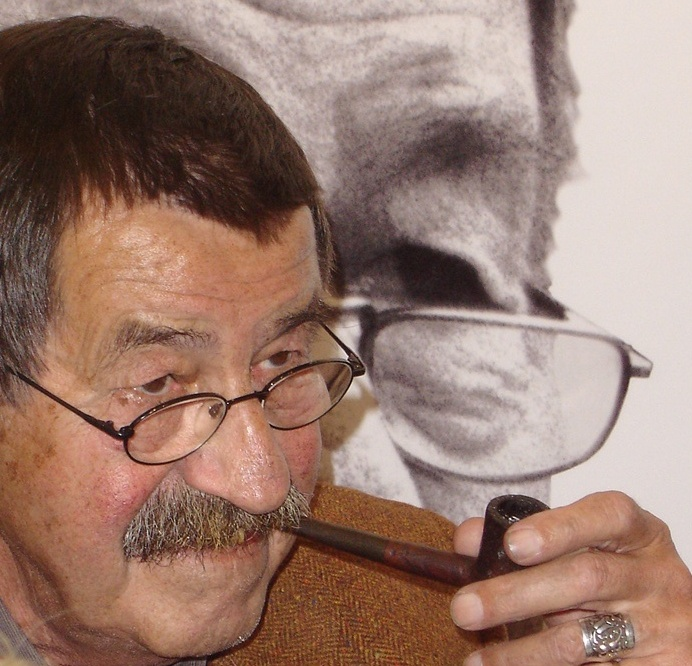
Günter Grass, 2004

Günter Grass erhielt im Jahr 1999 den Nobelpreis für Literatur, weil er – so die Begründung der Jury – „in munterschwarzen Fabeln das vergessene Gesicht der Geschichte gezeichnet hat“ (englisch [he is the author] whose frolicsome black fables portray the forgotten face of history). Darüber hinaus hat Grass noch etliche Auszeichnungen erhalten, von denen im Folgenden einige genannt werden.
1958 erhielt Grass den Förderpreis des Kulturkreises der deutschen Wirtschaft im BDI e. V., 1965 wurde ihm der Georg-Büchner-Preis verliehen, „für sein Werk in Lyrik und Prosa, worin er kühn, weitausgreifend und kritisch das Leben unserer Zeit darstellt und gestaltet.“ 1967 wurde er mit der Carl-von-Ossietzky-Medaille ausgezeichnet, 1968 mit dem Fontane-Preis. 1969 erhielt er den Theodor-Heuss-Preis, 1970 wurde er in die American Academy of Arts and Sciences gewählt. 1977 erhielt er den italienischen Premio Mondello, 1980 den Weinpreis für Literatur. 1988 zeichnete ihn der Hamburger Senat mit der Medaille für Kunst und Wissenschaft aus. 1994 verlieh ihm die Bayerische Akademie der Schönen Künste ihren Großen Literaturpreis. 1995 wurde Grass mit der Hermann-Kesten-Medaille ausgezeichnet, im Jahr darauf mit dem Thomas-Mann-Preis der Stadt Lübeck, dem Samuel-Bogumil-Linde-Preis und 1996 auch mit dem Hans-Fallada-Preis. 1998 verlieh die Humanistische Union ihm den Fritz-Bauer-Preis für seine Verdienste um die Verteidigung der Menschenrechte. 1999 ehrte ihn Spanien mit dem Prinz-von-Asturien-Preis für Geisteswissenschaften und Literatur.
Günter Grass war Ehrendoktor des Kenyon College (1965), der Harvard University (1976), der Adam-Mickiewicz-Universität Posen (1990), der Universität Danzig (1993), der Universität Lübeck (2003) und der Freien Universität Berlin (2005).
2006 wurde ihm der Internationale Brückepreis verliehen, dessen Annahme er jedoch ablehnte, weil CDU-Kommunalpolitiker die Entscheidung der unabhängigen deutsch-polnischen Jury infrage stellten. Auch die Annahme des Antonio-Feltrinelli-Preises 1982 hatte er abgelehnt.
Grass ist seit 1993 Ehrenbürger seiner Geburtsstadt Danzig und Ehrendoktor der dortigen Universität. 2007 erhielt er den Ernst-Toller-Preis.
Die 1960 vorgesehene Ehrung mit dem Bremer Literaturpreis scheiterte am Widerspruch des Bremer Senats. Im selben Jahr erhielt er jedoch den Deutschen Kritikerpreis.
Der deutsche Astronom Freimut Börngen schlug für seinen 1989 entdeckten Asteroid den Namen (11496) Grass vor.
2005 erhielt Günter Grass den Eckart Witzigmann Preis für das Kulturthema Essen in Literatur, Wissenschaft und Medien.
2009 wurde in seiner Geburtsstadt Danzig ein Günter-Grass-Museum eröffnet.
2012 wurde Grass von der dänischen Europäischen Bewegung (Europabevægelsen) mit dem Ehrentitel „Europäer des Jahres 2012“ ausgezeichnet. Gewürdigt wurden unter anderem seine europapolitischen Debattenbeiträge.
2013 erhielt Günter Grass gemeinsam mit seiner Ehefrau Ute die Auszeichnung „Schleswig-Holsteinischer Meilenstein“ des Verbandes Deutscher Sinti und Roma e. V. – Landesverband Schleswig-Holstein für sein jahrelanges Engagement für die Minderheit der Sinti und Roma.
Grass hatte zu Lebzeiten Einwände gegen ein Denkmal in seiner Geburtsstadt gehabt, weshalb bis zu seinem Tod in der Nähe seines Geburtshauses im heutigen Stadtteil Wrzeszcz (früher Langfuhr) nur eine auf einer Parkbank platzierte Bronzefigur von Oskar Matzerath an den Schriftsteller erinnerte. Am 16. Oktober 2015, ein halbes Jahr nach seinem Tod und gleichzeitig sein 88. Geburtstag, wurde eine größere Bronzefigur von Grass – mit einem Buch und einer Pfeife in der Hand – auf die andere Seite der Parkbank gesetzt. Sie war 13 Jahre zuvor errichtet, aber den Wunsch des Autors respektierend nie aufgestellt worden.
Laut eigener Aussage sollte Grass in den 1970er-Jahren das Bundesverdienstkreuz erhalten. Er lehnte jedoch mit dem Hinweis ab, dass er Bürger einer Hansestadt (siehe auch: Hanseaten und Auszeichnungen) sei. Der wahre Grund sei jedoch gewesen, dass auch viele ehemalige Nationalsozialisten den Orden bekommen hatten.

## Werke

### Romane, Novellen und Erzählungen
- Danziger Trilogie
  - Die Blechtrommel. Roman. Luchterhand, Neuwied 1959.
  - Katz und Maus. Novelle. Luchterhand, Neuwied 1961.
  - Hundejahre. Roman. Luchterhand, Neuwied 1963. (Platz 1 der Spiegel-Bestsellerliste vom 9. Oktober 1963 bis zum 5. Februar 1964 und vom 26. Februar bis zum 3. März 1964)
- örtlich betäubt. Roman. Luchterhand, Darmstadt und Neuwied 1969. (Platz 1 der Spiegel-Bestsellerliste vom 29. September bis zum 30. November 1969)
- Aus dem Tagebuch einer Schnecke. Roman. Luchterhand, Darmstadt und Neuwied 1972.
- Der Butt. Roman. Luchterhand, Darmstadt und Neuwied 1977. (Platz 1 der Spiegel-Bestsellerliste vom 22. August 1977 bis zum 12. März 1978)
- Das Treffen in Telgte. Erzählung. Luchterhand, Darmstadt und Neuwied 1979.
- Kopfgeburten oder Die Deutschen sterben aus. Erzählung. Luchterhand, Darmstadt und Neuwied 1980. (Platz 1 der Spiegel-Bestsellerliste vom 30. Juni bis zum 31. August 1980)
- Die Rättin. Roman. Luchterhand. Darmstadt und Neuwied 1986. (Platz 1 der Spiegel-Bestsellerliste vom 7. April bis zum 25. Mai 1986)
- Unkenrufe. Erzählung. Steidl, Göttingen 1992.
- Ein weites Feld. Roman. Steidl, Göttingen 1995.
- Mein Jahrhundert. Erzählband. Steidl, Göttingen 1999.
- Im Krebsgang. Novelle. Steidl, Göttingen 2002. (Platz 1 der Spiegel-Bestsellerliste vom 18. Februar bis zum 26. Mai 2002)
- Beim Häuten der Zwiebel. Erinnerungen. Steidl, Göttingen 2006. (Platz 1 der Spiegel-Bestsellerliste vom 28. August bis zum 1. Oktober 2006)
- Die Box. Roman. Steidl, Göttingen 2008.
- Unterwegs von Deutschland nach Deutschland. Tagebuch 1990. Steidl, Göttingen 2009.
- Grimms Wörter. Eine Liebeserklärung. Steidl, Göttingen 2010, ISBN 978-3-86930-155-6.
- Vonne Endlichkait. Steidl, Göttingen 2015, ISBN 978-3-95829-042-6.[101]
- Die Artur-Knoff-Geschichten. Steidl Verlag, Göttingen 2019, ISBN 978-3-95829-292-5.[102]
- Figurenstehen. Steidl, Göttingen 2022, ISBN 978-3-96999-107-7.

### Dramen
- Die bösen Köche. Ein Drama. 1956.
- Hochwasser. Ein Stück in zwei Akten. 1957.
- Noch zehn Minuten bis Buffalo. Ein Spiel in einem Akt. 1957
- Onkel, Onkel. Ein Spiel in vier Akten. 1958.
- 32 Zähne. Eine Farce in fünf Akten. 1958
- Die Plebejer proben den Aufstand. Ein deutsches Trauerspiel. 1966.
- Davor. Ein Stück in 13 Szenen. 1969

### Lyrik
- Die Vorzüge der Windhühner. 1956.
- Gleisdreieck. 1960.
- Ausgefragt. 1967.
- Gesammelte Gedichte. 1971.
- Novemberland. 13 Sonette. Steidl, Göttingen 1993.
- Letzte Tänze. 2003.
- Lyrische Beute. 2004.
- Dummer August. 2007.
- Was gesagt werden muss. Einzelveröffentlichung, 2012.
- Europas Schande. Einzelveröffentlichung, 2012.[103]
- Eintagsfliegen. 2012.
- Poesiealbum 302. Märkischer Verlag, Wilhelmshorst 2012, ISBN 978-3-943708-02-8.
- Du. Ja Du. Liebesgedichte. Ausgewählt von Katja Lange-Müller. Steidl Verlag, Göttingen 2019, ISBN 978-3-95829-520-9.[104]

### Grafik, Skulpturen, Plastiken

Butt im Griff. Plastik von Günter Grass

- Butt im Griff. Bronzeplastik in zwei Versionen: Butt im Griff I (Butt in rechter Hand), 2,3 Meter Höhe, fünf Exemplare[105] (im Skulpturen-Garten des Günter Grass-Hauses in Lübeck, am Gemeindehaus in Behlendorf, vor dem Otto-Pankok-Museum in Gildehaus, vor dem Göttinger Kollegiengebäude, im Hafen von Sønderborg); Butt im Griff II (Butt in linker Hand), 1,3 Meter Höhe, sieben Exemplare[106]
- Zeichnungen und Schreiben. Das bildnerische Werk des Schriftstellers Günter Grass. Band I: Zeichnungen und Texte 1954–1977. Hrsg. von Anselm Dreher. Darmstadt/Neuwied 1982
- Zeichnungen und Schreiben II. Radierungen und Texte 1972–1982. Hrsg. von Anselm Dreher. Darmstadt/Neuwied 1984.
- In Kupfer, auf Stein. Die Radierungen und Lithographien 1972–1986. Göttingen 1986.
- Graphik und Plastik. Bearbeitet von Werner Timm. Regensburg 1987 (Ausstellungskatalog).
- Hundert Zeichnungen 1955–1987. Ausstellungskatalog der Kunsthalle Kiel. Hrsg. von Jens Christian Jensen. Kiel 1987, ISBN 3-923701-23-3
- Spiegelbilder. Farblithographie, 2006.

### Sonstiges
- „O Susanna“. Ein Jazzbilderbuch. Blues, Balladen, Spirituals, Jazz. Bilder: Horst Geldmacher. Deutsche Texte: Günter Grass. Musikarbeit: Herman Wilson. Mit einem Nachwort von Joachim-Ernst Berendt. Köln und Berlin: Kiepenheuer & Witsch 1959.
- mit Pavel Kohout: Briefe über die Grenze. Versuch eines Ost-West-Dialogs. 1968
- Über das Selbstverständliche. Reden – Aufsätze – Offene Briefe – Kommentare. 1968.
- Die Vogelscheuchen. Ballettlibretto (UA 1970)
- Der Bürger und seine Stimme. Reden Aufsätze Kommentare. 1974.
- Denkzettel. Politische Reden und Aufsätze 1965–1976. 1978.
- Widerstand lernen. Politische Gegenreden 1980–1983. 1984.
- Zunge zeigen. Ein Tagebuch in Zeichnungen. 1988.
- Rede vom Verlust. Über den Niedergang der politischen Kultur im geeinten Deutschland. 1992.
- Ein Schnäppchen namens DDR. Letzte Reden vorm Glockengeleut. 1993.
- Günter Grass, Ōe Kenzaburō: Gestern vor 50 Jahren. Ein deutsch-japanischer Briefwechsel. 1. Auflage. Steidl Verlag, Göttingen 1995, ISBN 3-88243-386-8, S. 108.
- Rede über den Standort. 1997.
- Zeit, sich einzumischen. Die Kontroverse um Günter Grass und die Laudatio auf Yasar Kemal in der Paulskirche (1998)
- Vom Abenteuer der Aufklärung. Werkstattgespräche mit Harro Zimmermann. 1999.
- Günter Grass – Helen Wolff. Briefe 1959–1994. Steidl Verlag, Göttingen 2003, ISBN 3-88243-896-7.
- Der Schatten. Hans Christian Andersens Märchen – gesehen von Günter Grass. Steidl Verlag, Göttingen 2004, ISBN 3-86521-050-3.
- Uwe Johnson – Anna Grass – Günter Grass. Der Briefwechsel 1961–1984. 2007, ISBN 978-3-518-41935-9.
- Martin Kölbel (Hrsg.): Willy Brandt und Günter Grass – Der Briefwechsel. Steidl Verlag, Göttingen 2013, ISBN 978-3-86930-610-0.
- Günter Grass, Heinrich Detering: In letzter Zeit – Ein Gespräch im Herbst. Steidl Verlag, Göttingen 2017, ISBN 978-3-95829-293-2.

### Hörbücher
- Feder & Flöte. Geburtstagsständchen Willy Brandt. Dreizehn Gedichte wie StegreifKompositionen. Günter Grass spricht & Horst Geldmacher flötet. Schallplatte. Verlag NBB o. J. [1963]
- Günter Grass: Es steht zur Wahl. Rede im Bundestagswahlkampf 1965. Schallplatte. Produktion Hermann Luchterhand Verlag o. J. [1965]
- Günter Grass …liest, …in Bremen, …antwortet, …zur Person. CD-ROM. Redaktion Jörg-Dieter Kogel u. Kai Schlüter. Produktion Radio Bremen / Steidl Verlag 1998.
- Günter Grass liest „Mein Jahrhundert“. 6 CD. Redaktion Jörg-Dieter Kogel u. Kai Schlüter. Produktion Radio Bremen / Steidl Verlag / Deutsche Grammophon, 1999.
- Heinrich Böll, Günter Grass: Reden anlässlich der Verleihung des Nobelpreises für Literatur 1972 und 1999. 2 CD. Redaktion Kai Schlüter. Produktion Radio Bremen/Deutsche Grammophon, 2000. Auch in: Freipass. Forum für Literatur, Bildende Kunst und Politik. Schriften der Günter und Ute Grass Stiftung Bd. 2. Berlin: Ch. Links Verlag 2016. 2 CD-Beilagen.
- Günter Grass: „Als ich 32 Jahre alt war, wurde ich berühmt.“ Eine akustische Collage aus Originaltönen. Von Gabriele Intemann, Dorothee Schmitz-Köster u. Walter Weber. Produktion Radio Bremen/Der Audio Verlag, 2001.
- Günter Grass, Günter „Baby“ Sommer: Mein Jahrhundert. Eine Text- und Toncollage. 2 CD. Redaktion Jörg-Dieter Kogel. Produktion Radio Bremen / Steidl Verlag, 2001.
- Günter Grass liest „Im Krebsgang“. 9 CD. Produktion Der Hörverlag, 2002.
- Günter Grass liest „Lyrische Beute“. 140 Gedichte aus fünfzig Jahren. 3 CD. Produktion Steidl Verlag, 2004.
- Günter Grass, Helene Grass, Stephan Meier: Des Knaben Wunderhorn oder Die andere Wahrheit. Ein literarisch-musikalischer Abend. 2 CD. Produktion Steidl Verlag, 2004.
- Günter Grass liest „Ein weites Feld“. 24 CD. Redaktion Jörg-Dieter Kogel, Kai Schlüter u. Harro Zimmermann. Produktion Radio Bremen / Steidl Verlag, 2006.
- Günter Grass, Hermann Kant: „Ich mache Sie mitverantwortlich…“. Das Streitgespräch zur DDR-Vergangenheit am 21. März 2010 im Berliner Ensemble. Redaktion Kai Schlüter u. Ralph Schock. Produktion Saarländischer Rundfunk / Radio Bremen, 2010 (SR2 Edition No. 05).
- Günter Grass liest „Grimms Wörter. Eine Liebeserklärung“. 11 CD. Produktion NDR/Steidl Verlag, 2010.
- Günter Grass liest „Der Butt“. 24 CD. Redaktion Jörg-Dieter Kogel u. Harro Zimmermann. Produktion Radio Bremen/Steidl Verlag 2011.
- Günter Grass: „Ich klage an“. Die Cloppenburger Wahlkampfrede. 14. September 1965. Hg. v. Kai Schlüter. Produktion Radio Bremen/Ch. Links Verlag, 2011.
- Günter Grass: Die Wut über den verlorenen Milchpfennig. Eine satirische Wahlkampfrede mit Musik. Hg. v. Kai Schlüter. Koproduktion Radio Bremen/NDR Kultur/Ch. Links Verlag 2017.
- mit Martin Walser:
  - Ein Gespräch über Deutschland. Edition Isele, ISBN 3-86142-044-9.
  - Zweites Gespräch über Deutschland. Edition Isele, ISBN 3-86142-167-4.

## Verfilmungen
- Die Blechtrommel. Spielfilm, Deutschland, Polen, Frankreich, Jugoslawien, 1980, 142 Min., Regie: Volker Schlöndorff, u. a. mit Mario Adorf als Alfred Matzerath, Angela Winkler als Agnes Matzerath, David Bennent als Oskar, Katharina Thalbach als Maria Matzerath
- Katz und Maus. Spielfilm, BRD, 1967, 88 Min., Regie: Hansjürgen Pohland, u. a. mit Wolfgang Neuss als Pilenz
- Mein Jahrhundert. Fernsehlesung. Günter Grass liest Mein Jahrhundert im Deutschen Theater Göttingen. Produktion Radio Bremen/3sat 1999.
- Die Rättin. Fernsehfilm, Deutschland, 87 Min., Regie: Martin Buchhorn, Erstausstrahlung: ARD, 14. Oktober 1997, u. a. mit Matthias Habich als Markus Frank
- Unkenrufe – Zeit der Versöhnung. Spielfilm, Deutschland, Polen, 2005, 98 Min., Regie: Robert Glinski

### Leben und Werk
- Wolfgang Beutin: Der Fall Grass. Ein deutsches Debakel. Peter Lang, Frankfurt am Main 2008, ISBN 978-3-631-57004-3.
- Hanspeter Brode: Günter Grass. Beck, München 1979, ISBN 3-406-07437-5.
- Frank Brunssen: Günter Grass (= Literatur Kompakt. Band 7). Tectum, Marburg 2014, ISBN 978-3-8288-3291-6.
- Christoph Jürgensen und Michael Scheffel unter Mitarbeit von Dieter Stolz (Hg.): Günter Grass Handbuch, de Gruyter, Berlin Boston 2025, ISBN 978-3-11-075529-9.
- Claudia Mayer-Iswandy: Günter Grass. dtv, München 2002, ISBN 3-423-31059-6.
- Volker Neuhaus: Günter Grass. Metzler, Stuttgart 1979, ISBN 3-476-10179-7; 3., aktualisierte und erweiterte Auflage ebd. 2010, ISBN 978-3-476-13179-9.
- Volker Neuhaus: Schreiben gegen die verstreichende Zeit: Zu Leben und Werk von Günter Grass. dtv, München 1997, ISBN 3-423-12445-8.
- Volker Neuhaus: Günter Grass. Schriftsteller – Künstler – Zeitgenosse. Eine Biographie. Steidl, Göttingen 2012. ISBN 978-3-86930-516-5.
- Günther Rüther: Günter Grass. Ein politischer Märchenerzähler und Provokateur, Marix, Wiesbaden 2022. ISBN 978-3-7374-1206-3
- Friederike Stausberg: Günter Grass und die Berliner Republik. Eine biografische Fallstudie über die kommunikative Macht von Intellektuellen. De Gruyter, Berlin 2023. ISBN 978-3-11-079399-4
- Dieter Stolz: Günter Grass, der Schriftsteller. Eine Einführung. dtv, München 2023, ISBN 978-3-423-44154-4.
- Heinrich Vormweg: Günter Grass (= rororo-Monographie). Rowohlt, Reinbek bei Hamburg 1986, ISBN 3-499-50359-X; überarbeitete und erweiterte Neuausgabe ebd. 2002, ISBN 3-499-50559-2.
- Harro Zimmermann: Günter Grass. Biographie. Osburg, Hamburg 2023, ISBN 978-3-95510-332-3.[107]

### Biografische Aspekte
- Margarethe Amelung: Fünf Grass’sche Jahreszeiten. Von dem Mädchen, das immer so leicht errötete. Herausgegeben von Manfred E. Berger. Langen Müller, München 2007, ISBN 978-3-7844-3123-9 (Erinnerungsband über fünf Jahreszeiten als Haustochter in der Familie Grass).
- Kai Schlüter: Günter Grass im Visier – Die Stasi-Akte. Ch. Links, Berlin 2010, ISBN 978-3-86153-567-6.
- Kai Schlüter:  Günter Grass auf Tour für Willy Brandt. Die legendäre Wahlkampfreise 1969. Ch. Links, Berlin 2011, ISBN 978-3-86153-647-5.
- Kai Schlüter (Hrsg.): Günter Grass: Das Milch-Märchen. Frühe Werbearbeiten. Mit einer DVD von Radio Bremen. Berlin: Ch. Links Verlag 2013, ISBN 978-3-86153-739-7.

### Werkaspekte
- Heinz Ludwig Arnold (Hrsg.): Günter Grass. In: text + kritik. Heft 1, 7. revidierte Auflage, edition text + kritik im Richard Boorberg Verlag, München 1997, ISBN 3-88377-564-9.
- Gertrude Cepl-Kaufmann: Günter Grass, eine Analyse des Gesamtwerkes unter dem Aspekt von Literatur und Politik (= Skripten / Literaturwissenschaft, Band 18), Scriptor, Kronberg im Taunus 1975, ISBN 3-589-20061-8 (Dissertation Universität Düsseldorf, Philosophische Fakultät, 1972, 305 Seiten, 21 cm).
- Heinrich Detering, Lisa Kunze und Katrin Wellnitz (Hrsg.): Günter Grass als Buchkünstler. Steidl, Göttingen 2022, ISBN 978-3-96999-117-6.
- Volker Neuhaus, Anselm Weyer (Hrsg.): Küchenzettel. Essen und Trinken im Werk von Günter Grass. Peter Lang, Frankfurt am Main 2007, ISBN 978-3-631-57072-2.
- Anselm Weyer: Günter Grass und die Musik. Peter Lang, Frankfurt am Main 2006, ISBN 3-631-55593-8.
- Anselm Weyer, Volker Neuhaus: Von Katz und Maus und mea culpa: Religiöse Motive im Werk von Günter Grass. Peter Lang, Frankfurt am Main 2013, ISBN 978-3-631-62632-0.

### Kultur- und Literaturbetrieb und Medien
- Klaus Bittermann (Hrsg.): Literatur als Qual und Gequalle. Über den Kulturbetriebsintriganten Günter Grass. Edition Tiamat, Berlin 2007, ISBN 3-89320-108-4 (mit Beiträgen von F.W. Bernstein, Henryk M. Broder, Wiglaf Droste, Gerhard Henschel, Eckhard Henscheid, Bernd Gieseking, Jörg Schröder u. a.).
- Hanjo Kesting (Hrsg.): Die Medien und Günter Grass (= Eine Publikation der Medienarchiv-Günter-Grass-Stiftung Bremen), SH-Verlag, Köln 2008, ISBN 978-3-89498-173-0.

## Dokumentarfilme
- Günter Grass und Pierre Bourdieu im Gespräch. Dokumentation, 59 Min., Regie: Dieter Franck, Erstausstrahlung: 5. Dezember 1999, Gesprächsausschnitt (Memento vom 16. März 2008 im Internet Archive) von Radio Bremen
- Günter Grass: Lübecker Werkstattbericht. Sechs Vorlesungen an der Medizinischen Universität Lübeck. Steidl, Göttingen 1998, ISBN 3-88243-618-2 (3 Video-Cassetten).
- In Abrahams Schoß – Günter Grass bereist den Jemen. Dokumentarfilm, 2002, 30 Min., Regie und Buch: Tim Lienhard, Produktion: Goethe-Institut InterNationes, Kommentar von Tim Lienhard.
- Der Unbequeme: Günter Grass. Dokumentation, 2007, 60 Min., ein Film von Nadja Frenz und Sigrun Matthiesen, Produktion: Regina Ziegler Film GmbH, Kino-Start: 19. April 2007, Erstausstrahlung: ZDF, 14. Oktober 2007, Filmbesprechung von WN.
- Günter Grass – Die Blechtrommel-Story. Dokumentarfilm, Deutschland, 2007, 45 Min., ein Film von Wilfried Hauke, Produktion: NDR, Inhaltsangabe (Memento vom 5. Januar 2013 im Webarchiv archive.today) von 3sat.
- Göttingen feiert Günter Grass – Der Nobelpreisträger wird 80. Eine Geburtstagsrevue aus der Lokhalle Göttingen, Produktion: NDR, Erstsendung: 21. Oktober 2007, Inhaltsangabe vom NDR.
- Deutschland, deine Künstler. Günter Grass. Dokumentarfilm, Deutschland, 2011, 44 Min., Buch und Regie: Dagmar Wittmers, Produktion: Prounenfilm, NDR, Erstsendung: 3. August 2011 in ARD, Folge 19, Inhaltsangabe von ARD.